# MUSIC MAN SHIP
『MUSIC MAN SHIP』（ミュージック マン シップ）は、フォークデュオコブクロが2004年11月3日にリリースした通算4枚目のオリジナルアルバム。

## 概要
ロングセラーとなった10thシングル「Miilion Films」「永遠にともに」や、ボーナストラックとして所ジョージとの企画ユニットのトコブクロの楽曲のコブクロヴァージョンが収録されている。
1st〜3rdメジャーアルバムまで笹路正徳プロデュースだったが、この4thアルバムで自身初のセルフプロデュースアルバムとなった。
シングル、アルバムを通して初のトップ3入りを記録した。

## 収録曲

### CD
| #         | タイトル                                                 | 作詞・作曲 | ストリングス | 時間  |
| --------- | -------------------------------------------------------- | ---------- | ------------ | ----- |
| 1.        | 「東京の冬」                                             | 小渕健太郎 |              | 4:54  |
| 2.        | 「Million Films」                                        | 小渕健太郎 |              | 5:22  |
| 3.        | 「ボーイズ・オン・ザ・ラン」                             | 馬場俊英   |              | 5:14  |
| 4.        | 「永遠にともに」                                         | 小渕健太郎 | 藤井理央     | 5:03  |
| 5.        | 「Rising」                                               | 黒田俊介   |              | 4:02  |
| 6.        | 「光の誓いが聴こえた日」                                 | 小渕健太郎 |              | 5:22  |
| 7.        | 「DOOR」                                                 | 黒田俊介   |              | 5:18  |
| 8.        | 「エピローグ」                                           | 小渕健太郎 | 藤井理央     | 4:29  |
| 9.        | 「HUMMING LIFE」                                         | 小渕健太郎 |              | 4:06  |
| 10.       | 「この指とまれ!」                                        | 小渕健太郎 |              | 5:00  |
| 11.       | 「ここから -Album version-」                             | 小渕健太郎 |              | 5:56  |
| 12.       | 「毎朝、ボクの横にいて。-Sweet drip mix- (bonus track)」 | 所ジョージ |              | 5:28  |
| 合計時間: | 合計時間:                                                | 合計時間:  | 合計時間:    | 60:14 |

### MUSIC MAN SHIP SPECIAL DVD（初回限定版DVD）
| #  | タイトル                                                              | 作詞 | 作曲・編曲 |
| -- | --------------------------------------------------------------------- | ---- | ---------- |
| 1. | 「毎朝、ボクの横にいて。/ トコブクロ」(ミュージックビデオクリップ)    |      |            |
| 2. | 「アサヒ飲料 WONDA Morning Shot CM 抜粋映像」                         |      |            |
| 3. | 「NTT西日本 キャラクターDENPO CM「誕生日篇」」                        |      |            |
| 4. | 「NTT西日本 キャラクターDENPO CM「結婚式篇」」                        |      |            |
| 5. | 「木蘭の涙 / 佐藤竹善with コブクロ」(ミュージックビデオクリップ)      |      |            |
| 6. | 「秘蔵映像 / レコーディング、ツアーリハーサル、コブクロインタビュー」 |      |            |

### 楽曲解説
1. 東京の冬
デンソーセンシングシステムCMソング。
2. Million Films
10thシングルの2曲目
NTT西日本電報イメージソングのタイアップがついた楽曲。西日本限定のタイアップであったために関東地方では同CMはOAされていなかった。
3. ボーイズ・オン・ザ・ラン
馬場俊英のカヴァー曲。馬場もコーラスとして参加している。
4. 永遠にともに
10thシングルの1曲目
NHK教育「みんなのうた」として使用され、このアルバム発売年には結婚式で最も歌われた楽曲となった。シングルの初回盤にはこの楽曲のエレクトーンおよびピアノ向けアレンジの楽譜と小渕手書き風ギターコード譜がついていた。2006年には互いにリスペクトしあう仲であるSkoop On SomebodyのTAKEが自身のソロアルバムで同曲をカヴァーしている。2007年、お笑い芸人の陣内智則が自身の結婚式で永遠にともにのピアノ弾き語りを披露したことによって、着うたダウンロードランキングに快挙を残した。
5. Rising
コブクロの楽曲では数少ない黒田俊介作詞作曲。
6. 光の誓いが聴こえた日 （作詞・作曲:小渕健太郎）
小渕健太郎が自身の「男らしさ」を模索した楽曲。同名ツアーではどの会場でもイントロが上手く弾けず、唯一成功したのは、DVD化された大阪城ホールだけらしい。
7. DOOR
9thシングルであり、黒田俊介が初めて作ったとされる曲。同名だが、インディーズの「Root of my mind」にも収録されていて、これが2度目の録りなおし。
8. エピローグ
はじめて女性の視点で描いた失恋の歌。
9. HUMMING LIFE
『新潟県選挙管理委員会県知事選挙にみんな行こう！！』キャンペーンCMソング。記念すべきセルフプロデュース第一弾の曲である。
10. この指とまれ!
世界平和をイメージして作られた曲。歌詞の一部がライブの時に書かれた紙のようなものに記されている。
11. ここから -Album version-
10thシングルのc/wのアルバムヴァージョン。曲の最後にギターソロが追加されている。
12. 毎朝、ボクの横にいて。-Sweet drip mix- (bonus track)
所ジョージとの企画ユニット「トコブクロ」としてリリースしたシングルのコブクロバージョン。シングルのc/wに収録されていた。シングルコレクション「ALL SINGLES BEST」にもこのバージョンが収録されている。

## 演奏
- 小渕健太郎
  - Vocal
  - Acoustic Guitar (#2.3.4.6.7.9.11)
  - Electric Guitar (#1.2.6.9.10.11)
  - Gut Guitar (#4.5.8.11)
  - Blues Harp (#6)
- 黒田俊介：Vocal
- 桜井正宏
  - Drums (#1.2.3.5.6.8.9.10.11)
  - Cymbal (#4)
- 山田裕之
  - Bass (#1-6.9.10.11)
  - Fretless Bass (#8)
- 藤井理央
  - Piano (#1.2.4.5.6.8.10)
  - Wood Winds Arrangement (#1)
  - Organ (#3)
  - Strings Arrangement (#4.8)
  - Synthesizer (#6.10)
  - Keyboard Harmonica, Violin Arrangement (#9)
- 岩瀬聡志
  - Programming, Synthesizer (#1.2.4.5.6)
  - Organ (#12)
- 日高慧：Oboe (#1)
- 渡邊一毅：Clarinet (#1)
- 西山太郎
  - Electric Guitar (#2.5.6)
  - Acoustic Guitar (#8)
- 浜口高知：Electric Guitar (#3.4.10)
- 馬場俊英：Hey boys do it!! (#3)
- 漆原直美：Violin (#4.8)
- 藤縄陽子：Violin (#4.8)
- 渡邉智生：Viola (#4.8)
- 原口梓：Cello (#4.8)
- 青山純：Drums (#7)
- 美久月千晴：Bass (#7)
- 土方隆行：Electric Guitar (#7)
- 笹路正徳：Piano, Organ (#7)
- 坂田知香、志摩かなえ：Violin (#8)
- 神田藍：Viola (#8)
- 関口将史：Cello (#8)
- 門脇大輔：Violin (#9)

## ライブ映像・音源作品
| 曲名                                   | 発売年 | 規格        | 作品名                                                                       | 収録日         |
| -------------------------------------- | ------ | ----------- | ---------------------------------------------------------------------------- | -------------- |
| 東京の冬                               | 2005年 | DVD         | KOBUKURO LIVE TOUR '04 "MUSIC MAN SHIP" FINAL                                | 2004年12月26日 |
| 東京の冬                               | 2006年 | DVD         | KOBUKURO LIVE at 武道館 NAMELESS WORLD                                       | 2006年5月6日   |
| 東京の冬                               | 2013年 | DVD/Blu-ray | KOBUKURO LIVE TOUR 2013 "One Song From Two Hearts" FINAL at 京セラドーム大阪 | 2013年7月21日  |
| 東京の冬                               | 2023年 | DVD/Blu-ray | KOBUKUROAD6                                                                  | 2022年3月25日  |
| Million Films                          |        |             | →「 Million Films#ライブ映像・音源作品 」を参照                              |                |
| ボーイズ•オン•ザ•ラン                  | 2005年 | DVD         | KOBUKURO LIVE TOUR '04 "MUSIC MAN SHIP" FINAL                                | 2004年12月26日 |
| 永遠にともに                           |        |             | →「 永遠にともに#ライブ映像・音源作品 」を参照                               |                |
| Rising                                 | 2005年 | DVD         | KOBUKURO LIVE TOUR '04 "MUSIC MAN SHIP" FINAL                                | 2004年12月26日 |
| Rising                                 | 2017年 | DVD         | 心 (初回限定盤DVD)                                                           | 2016年8月1日   |
| 光の誓いが聴こえた日                   | 2005年 | DVD         | KOBUKURO LIVE TOUR '04 "MUSIC MAN SHIP" FINAL                                | 2004年12月26日 |
| 光の誓いが聴こえた日                   | 2018年 | DVD/Blu-ray | KOBUKUROAD4                                                                  | 2018年3月17日  |
| 光の誓いが聴こえた日                   | 2023年 | DVD/Blu-ray | KOBUKUROAD6                                                                  | 2022年3月25日  |
| DOOR                                   |        |             | →「 DOOR#ライブ映像・音源作品 」を参照                                       |                |
| エピローグ                             | 2005年 | DVD         | KOBUKURO LIVE TOUR '04 "MUSIC MAN SHIP" FINAL                                | 2004年12月26日 |
| エピローグ                             | 2014年 | DVD/Blu-ray | KOBUKUROAD                                                                   | 2014年4月7日   |
| エピローグ                             | 2018年 | DVD         | ALL TIME BEST 1998-2018 (初回限定盤DVD)                                      | 2004年12月26日 |
| HUMMING LIFE                           | 2005年 | DVD         | KOBUKURO LIVE TOUR '04 "MUSIC MAN SHIP" FINAL                                | 2004年12月26日 |
| HUMMING LIFE                           | 2015年 | DVD         | 奇跡 (初回限定盤DVD)                                                         | 2014年11月19日 |
| HUMMING LIFE                           | 2015年 | DVD/Blu-ray | KOBUKUROAD2〜奇跡への軌跡〜                                                  | 2014年11月19日 |
| HUMMING LIFE                           | 2023年 | DVD/Blu-ray | KOBUKUROAD7                                                                  | 2023年3月8日   |
| この指とまれ!                          | 2004年 | DVD         | コブクロ LIVE! GO! LIFE!                                                     | 2003年12月30日 |
| この指とまれ!                          | 2005年 | DVD         | KOBUKURO LIVE TOUR '04 "MUSIC MAN SHIP" FINAL                                | 2004年12月26日 |
| この指とまれ!                          | 2013年 | DVD/Blu-ray | KOBUKURO LIVE TOUR 2013 "One Song From Two Hearts" FINAL at 京セラドーム大阪 | 2013年7月21日  |
| この指とまれ!                          | 2018年 | DVD/Blu-ray | KOBUKUROAD4                                                                  | 2018年3月17日  |
| ここから-Album version-                |        |             | →「 ここから#ライブ映像・音源作品 」を参照                                   |                |
| 毎朝、ボクの横にいて。-Sweet drip mix- | 2005年 | DVD         | KOBUKURO LIVE TOUR '04 "MUSIC MAN SHIP" FINAL                                | 2004年12月26日 |
| 毎朝、ボクの横にいて。-Sweet drip mix- | 2012年 | CD          | ALL SINGLES BEST 2 (初回限定盤B)                                             | 2004年12月26日 |
| 毎朝、ボクの横にいて。-Sweet drip mix- | 2015年 | DVD/Blu-ray | KOBUKUROAD2〜奇跡への軌跡〜                                                  | 2014年12月4日  |